# Александер Пикер
Александер Пикер (05. новембар 1962), је аустријски менаџер и банкар.

## Биографија
Др Александер Пикер је менаџер са преко тридесет година међународног искуства у банкарском сектору. Школовао се на Универзитету у Салцбургу, говори 10 језика (енглески, италијански, руски, српски, пољски, француски, шпански, немачки, словеначки, казахстански), а банкарску каријеру је почео 1989. у Бечу. Био је ангажован у одборима банака у Пољској и Русији и на позицији председника извршног одбора у банкама у Казахстану, Словенији, Србији, Босни и Херцеговини и Аустрији.
У својој професионалној каријери са успехом је радио на пословима реструктурирања банака у невољи, планирању, имплементацији и одржавању пословних процеса у областима корпоративних послова и трезора, послова са становништвом и привредом, кредита, управљања ризицима, ИТ операција. Специјализовао се за управљање кризама и легално и оперативно спајање компанија.
Чест је говорник на међународним конференцијама организованих на територији Европе и Азије.
На позицији председника Извршног одбора Комерцијалне банке био је од децембра 2015. године до децембра 2017. По преузимању руководеће позиције у Комерцијалној банци назвао ју је "успаваном лепотицом" најавивши озбиљну модернизацију највеће домаће банке у Србији.
Тренутно обавља дужности председника Управног одбора Ипотека Банк у Узбекистану и саветник је у неколико финтех компанија.

## Приватни живот
Александер Пикер је ожењен др Моником Пикер од 1987. и имају две ћерке и сина.